# VM i markhåndbold 1938 (mænd)
Verdensmesterskabet i markhåndbold 1938 var det første VM i markhåndbold for mænd, og turneringen blev arrangeret af International Amateur Handball Federation. Den havde deltagelse af 10 hold og blev spillet i Tyskland i perioden 7. – 10. juli 1938.
Mesterskabet blev vundet af Tyskland, som gik ubesejret gennem turneringen, og som besejrede Schweiz i finalen med 23-0. Bronzemedaljerne blev vundet af Ungarn, der vandt 10-2 over Sverige i bronzekampen.

## Resultater
De ti hold spillede først en indledende runde, hvor de fem vindere gik videre til finalekampene om placeringerne 1-5, mens taberne spillede videre i trøstturneringen om 6.- til 10.-pladsen.

### Indledende runde
| \| Kamp \| Dato \| Kamp \| Res. \| \| ----------- \| ---- \| -------------------------- \| ----- \| \| Indl. runde \| \| Tyskland – Tjekkoslovakiet \| 19–60 \| \| Indl. runde \| \| Schweiz – Polen \| 9–2 \| \| Indl. runde \| \| Ungarn – Danmark \| 10–60 \| \| Indl. runde \| \| Rumænien – Luxembourg \| 12–60 \| \| Indl. runde \| \| Sverige – Holland \| 8–4 \| |      |                            |       |
| Kamp | Dato | Kamp                       | Res.  |
| Indl. runde |      | Tyskland – Tjekkoslovakiet | 19–60 |
| Indl. runde |      | Schweiz – Polen            | 9–2   |
| Indl. runde |      | Ungarn – Danmark           | 10–60 |
| Indl. runde |      | Rumænien – Luxembourg      | 12–60 |
| Indl. runde |      | Sverige – Holland          | 8–4   |

### Finalekampe
| Kamp        | Dato | Kamp               | Res.  |
| ----------- | ---- | ------------------ | ----- |
| Kvartfinale |      | Sverige – Rumænien | 7–6   |
| Semifinaler |      | Tyskland – Ungarn  | 14–30 |
| Semifinaler |      | Schweiz – Sverige  | 5–2   |
| Bronzekamp  |      | Ungarn – Sverige   | 10–20 |
| Finale      |      | Tyskland – Schweiz | 23–00 |

| Plac. | Hold     |
| ----- | -------- |
| 1.    | Tyskland |
| 2.    | Schweiz  |
| 3.    | Ungarn   |
| 4.    | Sverige  |
| 5.    | Rumænien |

### Trøstrunde
| Kamp           | Dato | Kamp                      | Res.  |
| -------------- | ---- | ------------------------- | ----- |
| Kvartfinale    |      | Holland – Luxembourg      | 9–3   |
| Semifinaler    |      | Polen – Holland           | 12–50 |
| Semifinaler    |      | Tjekkoslovakiet – Danmark | 6–5   |
| 8.- / 9.-plads |      | Danmark – Holland         | 9–3   |
| 6.- / 7.-plads |      | Tjekkoslovakiet – Polen   | 12–10 |

| Plac. | Hold            |
| ----- | --------------- |
| 6.    | Tjekkoslovakiet |
| 7.    | Polen           |
| 8.    | Danmark         |
| 9.    | Holland         |
| 10.   | Luxembourg      |